# Шебунино (посёлок, Пестрецовский сельский округ)
Шебунино — поселок в Ярославском районе Ярославской области. Входит в состав Заволжского сельского поселения.

## География
Находится в восточной части Ярославской области на расстоянии приблизительно 6 км на восток-северо-восток по прямой от станции Филино.

## История
Населенный пункт возник в XXI веке как коттеджный поселок. Социальной инфраструктуры нет.

## Население
Численность населения: не была учтена как в 2002 году, так и в 2010.